# Lechtaler Höhenweg

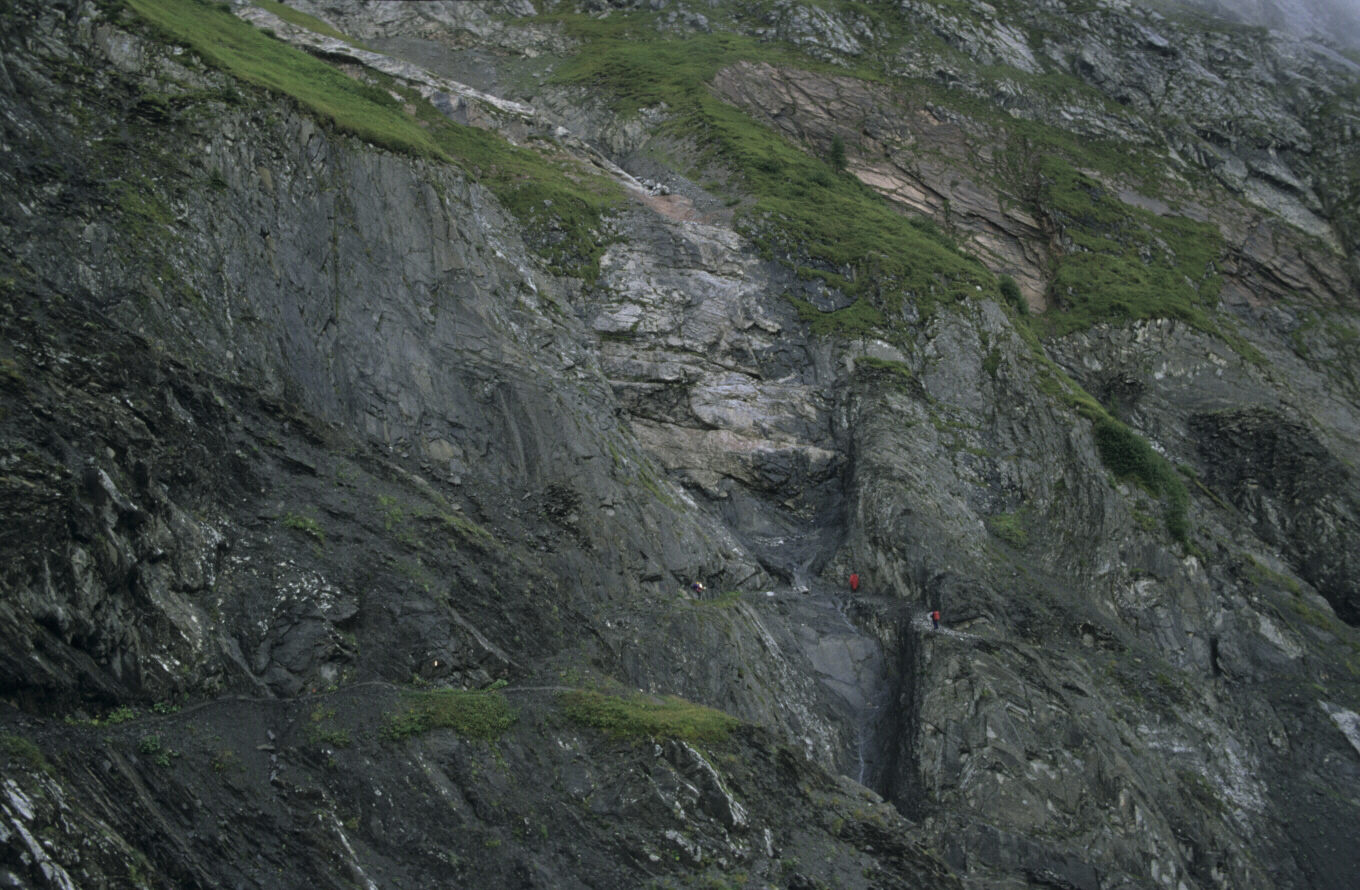
Im Stapfetobel, Verbindungsweg Leutkircher – Stuttgarter Hütte

Als Lechtaler Höhenweg wird verbreitet die Durchquerung der Lechtaler Alpen, Tirol/Vorarlberg der Länge nach, also in ost-westlicher Richtung oder umgekehrt, genannt. Aufgrund seiner Länge, der guten Infrastruktur (Alpenvereinshütten) und des abwechslungsreichen Landschaftsbildes ist er ein häufig begangener Höhenweg.

## Wegverlauf
Der Lechtaler Höhenweg ist ein Teilstück des Nordalpenwegs (Österreichischer Weitwanderweg 01). Die alpine Variante des europäischen Fernwanderwegs E4 ist im Bereich der Lechtaler Alpen identisch mit dem Lechtaler Höhenweg.
Der Lechtaler Höhenweg hat eine Gesamtlänge von etwa 105 km, je nach Variante. Er kann in 10 bis 15 Tagen begangen werden, Abstiege ins Tal sind von jeder Hütte möglich, Gesamtgehdauer etwa 45 Stunden. Es können nach Belieben auch Teilstücke begangen werden.
Die zu begehenden Bergpfade und -steige sind gut markiert.
Der Lechtaler Höhenweg folgt dem Verlauf des Hauptkamms der Lechtaler Alpen. Stationen des Weges sind:
Ehrwald, Lermoos, Fernpass, Schloss Fernstein, Loreahütte, Hintere Tarrentonalm, Anhalter Hütte, Hahntennjoch, Boden, Hanauer Hütte, Steinseehütte, Württemberger Haus, Memminger Hütte, hier Kreuzung mit dem europäischen Fernwanderwegs E5, Ansbacher Hütte, Kaiserjochhaus, Leutkircher Hütte, Ulmer Hütte, Stuttgarter Hütte, Zürs.

## Varianten
- Spiehlerweg und Augsburger Höhenweg, zwischen Memminger Hütte und Ansbacher Hütte mit Zwischenstation Augsburger Hütte, sind als anspruchsvolle Variante bekannt.

Häufiger begangene Varianten sind:
- Von der Hanauer Hütte über Gufelseejöchl und Bittrichscharte zum Württemberger Haus,
- von der Ansbacher Hütte über die Simmshütte zum Kaiserjochhaus,
- von der Leutkircher Hütte über das Verborgene Kar und Erlijoch zur Stuttgarter Hütte.

## Schwierigkeitsgrad
Der Lechtaler Höhenweg ist ein hochalpiner Steig, meist in Höhenlagen zwischen 2000 m und 2500 m. Er ist für gesunde, erfahrene Bergwanderer oder -steiger gut zu begehen, der Höhe angepasste Ausrüstung vorausgesetzt.
Einige der Teilstücke oder Varianten des Lechtaler Höhenwegs weisen Passagen auf, die auch für geübte Bergsteiger Probleme bereiten können oder bei ungünstigen Verhältnissen gefährlich sind. Solche Passagen sind u. a.:
- die Roßkarscharte auf dem Teilstück Steinseehütte – Württemberger Haus
- die Querung der Vorderseespitze-Südostwände, Ansbacher Hütte – Kaiserjochhaus

In den Varianten des Lechtaler Höhenwegs:
- Spiehlerweg und Augsburger Höhenweg,
- das Klämmle auf dem Verbindungsweg Simmshütte – Kaiserjochhaus,
- der Weg durch das verborgene Kar auf dem Verbindungsweg Leutkircher Hütte – Stuttgarter Hütte.

Ungeübten wird – auch bei guten Verhältnissen – unbedingt die Begleitung von erfahrenen Bergwanderern oder einem Führer empfohlen.